# Zuid-Amerikaanse reuzenwaterrat
De Zuid-Amerikaanse reuzenwaterrat (Kunsia tomentosus) is een zoogdier uit de familie van de Cricetidae. De wetenschappelijke naam van de soort werd voor het eerst geldig gepubliceerd door Lichtenstein in 1830.

## Kenmerken
Zijn rugvacht bestaat uit donkerbruine, stijve haren.De buikharen zijn grijs met witte punten. Deze rat heeft kleine oren, een korte staart en sterke poten met lange gebogen nagels. De lichaamslengte bedraagt 29 cm, de staartlengte 15 cm.

## Leefwijze
Zijn voedsel bestaat uit knollen, wortels en andere ondergrondse plantendelen, die hij bij het graven van gangen tegenkomt. In de regentijd, als de rivieren buiten hun oevers treden, staan zijn tunnels onder water en blijft hij bovengronds. Hij leeft dan vooral van gras en jonge loten.

## Verspreiding
Deze solitaire soort komt voor in open habitats in de nabijheid van moerassen en stilstaande wateren in centraal Zuid-Amerika, met name in het noordoosten van Bolivia en westelijk centraal Brazilië.
Akodon · Bibimys · Blarinomys · Brucepattersonius · Castoria · Dankomys† · Deltamys · Gyldenstolpia · Juscelinomys · Kunsia · Lenoxus · Necromys · Oxymycterus · Podoxymys · Scapteromys · Thalpomys · Thaptomys